# ديريك وايت (لاعب كرة قاعدة)
ديريك وايت (بالإنجليزية: Derrick White)‏ هو لاعب كرة قاعدة أمريكي، ولد في 12 أكتوبر 1969 في سان رافاييل في الولايات المتحدة.

## وصلات خارجية
- ديريك وايت على موقع دوري كرة القاعدة الرئيسي (الإنجليزية)
- ديريك وايت على موقع الدوري الياباني لكرة القاعدة (الإنجليزية)
- ديريك وايت على موقعبيزبول رفرنس.كوم (الدوري الرئيسي) (الإنجليزية)
- ديريك وايت على موقعبيزبول رفرنس.كوم (الدوري الثانوي) (الإنجليزية)
- ديريك وايت على موقع إي إس بي إن.كوم (أم.أل.بي) (الإنجليزية)
- ديريك وايت على موقع مشجعي الرسوم البيانية (الإنجليزية)